# Хунджуа, Андрей Георгиевич
Андрей Георгиевич Ху́нджуа (род. , Москва) — советский и российский физик. Доктор физико-математических наук (1998), профессор кафедры физики твёрдого тела физического факультета МГУ имени М. В. Ломоносова. Заслуженный профессор МГУ (2020).

## Биография
Родился в 1950 году в Москве. Отец — Хунджуа Г. Г.
В 1967—1973 годы — учёба на физическом факультете МГУ имени М. В. Ломоносова, в 1973—1976 годы — в аспирантуре кафедры физики твёрдого тела.
Защитил диссертацию на соискание учёной степени кандидата физико-математических наук.
С 1976 года — работа на кафедре физики твёрдого тела физического факультета МГУ: ассистент, старший преподаватель, доцент, профессор.
В 1998 году защитил диссертацию на соискание учёной степени доктора физико-математических наук.
Учёное звание профессор (2013).
Заслуженный профессор МГУ (2020).

## Сфера научных интересов
Физика сплавов с элементами памяти формы.

## Избранные труды
- Жданов Г. С., Хунджуа А. Г. Введение в физику твёрдого тела и молекулярную биологию. — М.: Изд. Московского университета. 1983. Ч. 2. — 76 с.
- Жданов Г. С., Хунджуа А. Г. Лекции по физике твердого тела. — М.: Изд. Московского университета. 1988. — 231 с.
- Хунджуа А. Г. Введение в структурную физику сплавов с эффектами памяти формы. — М.: Изд. Московского университета. 1991. — 78 с.
- Прудников В. Н., Хунджуа А. Г. Физика для поступающих в ВУЗы: задачи, вопросы, тесты. — М.: Изд. ИНФРА-М. 2004. — 362 с.
- Неделько В. И., Хунджуа А. Г. Основы современного естествознания. Православный взгляд. — М.: Паломник. 2008. — 400 с.
- Неделько В. И., Хунджуа А. Г. Физика. Учебное пособие для студентов биологических факультетов университетов. — М.: Изд. Академия. 2011. — 464 с.
- Хунджуа А. Г. Структурные превращения в сплавах с эффектами памяти формы. Учебное пособие. — М.: Физический факультет МГУ. 2014. — 168 с.
- Хунджуа А. Г. Физика в истории человечества. Учебное пособие. — М.: Физический факультет МГУ. 2019. — 208 с.[3]
- Хунджуа А. Г. Структурная физика сплавов с эффектами памяти формы. (Серия: Классический учебник МГУ.) — М.: Изд. 2, перераб. и доп. URSS. 2023. — 208 с. — ISBN 978-5-9710-5562-4[4]
- Хунджуа А. Г. От Большого Взрыва до Искусственного Интеллекта. — М.: МГУ им. М. В. Ломоносова, 2023. — 205 с.

### Перечни трудов
- Книги в системе "ИСТИНА"
- Статьи в системе "ИСТИНА"
- Труды в eLibrary.Ru